# Campeonato Mundial de Corta-Mato de 1982
O 10º Campeonato Mundial de Corta-Mato foi realizado em 21 de março de 1982, em Roma, Itália. Houve um total de 380 atletas participantes de 33 países.

## Resultados

### Corrida Longa Masculina

#### Individual
| Medalha | Atleta          | País           | Tempo       |
| Ouro    | Mohamed Kedir   | Etiópia        | 33:40.5 min |
| Prata   | Alberto Salazar | Estados Unidos | 33:44.8 min |
| Bronze  | Rod Dixon       | Nova Zelândia  | 34:01.8 min |

#### Equipas
| Medalha | Selecção | Marca   |
| Ouro    | Etiópia · Mohamed Kedir (1º) · Eshetu Tura (6º) · Wodajo Bulti (12º) · Miruts Yifter (16º) · Hana Girma (28º) · Dereje Nedi (35º)                        | 98 pts  |
| Prata   | Inglaterra · Mike McLeod (5º) · Dave Clarke (9º) · Hugh Jones (11º) · Julian Goater (18º) · Steve Kenyon (22º) · Karl Harrison (49º)                     | 114 pts |
| Bronze  | União Soviética · Aleksandr Antipov (19º) · Valeriy Sapon (24º) · Enn Sellik (45º) · Viktor Chumakov (46º) · Yevgeniy Okorokov (52º) · Toomas Turb (71º) | 257 pts |

### Corrida Júnior Masculina

#### Individual
| Medalha | Atleta          | País    | Tempo       |
| Ouro    | Zurbachev Gelaw | Etiópia | 22:45.3 min |
| Prata   | Adugna Lema     | Etiópia | 22:46.6 min |
| Bronze  | Stefano Mei     | Itália  | 22:48.7 min |

#### Equipas
| Medalha | Selecção       | Marca  |
| Ouro    | Etiópia        | 12 pts |
| Prata   | Itália         | 37 pts |
| Bronze  | Estados Unidos | 70 pts |

### Corrida Longa Feminina

#### Individual
| Medalha | Atleta         | País    | Tempo       |
| Ouro    | Maricica Puica | Roménia | 14:38.9 min |
| Prata   | Fita Lovin     | Roménia | 14:40.5 min |
| Bronze  | Grete Waitz    | Noruega | 14:43.9 min |

#### Equipas
| Medalha | Selecção | Marca  |
| Ouro    | União Soviética · Yelena Sipatova (7ª) · Raisa Smekhnova (8ª) · Tatyana Pozdnyakova (11ª) · Galina Zakharova (18ª) | 44 pts |
| Prata   | Itália · Agnese Possamai (4ª) · Nadia Dandolo (9ª) · Cristina Tomasini (19ª) · Rita Marchisio (25ª)                | 57 pts |
| Bronze  | Inglaterra · Ann Ford (13ª) · Paula Fudge (14ª) · Jane Furniss (16ª) · Ruth Smeeth (24ª)                           | 67 pts |